# Pierre-Yves André
Pierre-Yves André (Lannion, Francia, 14 de mayo de 1974), futbolista francés. Juega de delantero y su actual equipo es el SC Bastia de la Ligue 2 de Francia. 

## Clubes
| Club             | País       | Año       |
| ---------------- | ---------- | --------- |
| Stade Rennes     | Francia    | 1993-1997 |
| SC Bastia        | Francia    | 1997-2001 |
| FC Nantes        | Francia    | 2001-2003 |
| Bolton Wanderers | Inglaterra | 2003      |
| EA Guingamp      | Francia    | 2003-2004 |
| SC Bastia        | Francia    | 2004-     |

- Datos: Q2636473
- Multimedia: Pierre-Yves André / Q2636473